# مسجد سید یوسف ترابی موسوی
مسجد سید یوسف ترابی موسوی مربوط به دوره قاجار است و در شهرستان کرمان، زنگی‌آباد، خیابان ولی عصر واقع شده و این اثر در تاریخ ۲۷ مرداد ۱۳۸۲ با شمارهٔ ثبت ۹۵۶۰ به‌عنوان یکی از آثار ملی ایران به ثبت رسیده‌است.